# Quia maior

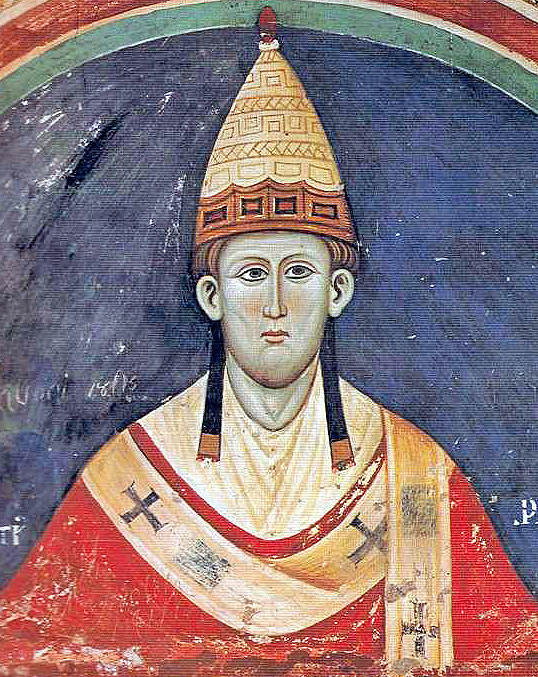
O autor de Quia maior, Papa Inocêncio III.

Quia maior é uma bula papal emitida pelo Papa Inocêncio III em abril de 1213. Nela, Inocêncio apresenta as cruzadas como uma obrigação moral para todos os cristãos e expõe seu plano para reconquistar Jerusalém e o resto da Terra Santa dos muçulmanos. A mais longa das três cartas relacionadas à cruzada que Inocêncio emitiu no mesmo mês, ela lançou as bases para a Quinta Cruzada, que foi formalmente aprovada pelo Quarto Concílio de Latrão em novembro de 1215. Quia maior foi reconhecida pelos historiadores como uma das mais importantes bulas papais medievais sobre as cruzadas.

## Histórico de publicação
Quia maior é frequentemente designada como uma bula, especificamente uma bula de cruzada, embora o termo “bula” só tenha sido introduzido no século XV e, tecnicamente, se refira à bula ou ao selo fixado na base da carta, e não à carta propriamente dita.
Uma versão preliminar da carta, intitulada Quoniam maior, é coletado na Crônica de Burchard de Ursperg (compilada em 1229 ou 1230). A versão final da Quia maior foi emitida pelo Papa Inocêncio III entre 19 e 29 de abril de 1213, como parte de sua campanha para reunir todos os cristãos para se juntarem a outra cruzada. O próprio Inocêncio foi particularmente influenciado pelos escritos de Bernardo de Claraval, cuja ênfase na conexão entre salvação e serviço militar a Cristo encontra eco na Quia maior.
Cópias da carta foram enviadas para Ancona, Boêmia, Bremen, Calábria, Colônia, Dalmácia, Inglaterra, França, Gênova, Hungria, Irlanda, Lund, Mainz, Milão, Noruega, Polônia, Ravena, Salzburgo, Sardenha, Escócia, Suécia, Trier e Toscana. Na sua correspondência posterior com vários clérigos alemães, Inocêncio exortou-os a “transmitir com grande cuidado e atenção aos detalhes exatamente o que está contido na encíclica”.
Além de Quia maior, Inocêncio escreveu duas outras cartas mais curtas relacionadas com as cruzadas que também foram enviadas a quase todas as províncias eclesiásticas da Europa no mesmo mês, intituladas Pium et sanctum e Vineam Domini. A Quinta Cruzada foi formalmente aprovada pelo Quarto Concílio de Latrão cerca de dois anos depois, em novembro de 1215. No entanto, existem diferenças significativas entre o plano da cruzada em Quia maior e o decreto do conselho, intitulado Ad liberandum. Por exemplo, a revogação das indulgências para os envolvidos na Cruzada Albigense, conforme estabelecido na carta de Inocêncio de 1213, é substituída por uma afirmação dos seus votos em Ad liberandum.

## Conteúdo
Escrita em latim, a carta começa com as palavras "Quia maior...". A secção de abertura invoca Mateus 16:24 e o seu apelo aos seguidores de Jesus Cristo para “tomarem a cruz”. Inocêncio afirma que as cruzadas oferecem uma oportunidade para a restauração espiritual, uma vez que são um “antigo expediente de Jesus Cristo para a salvação dos seus fiéis, que ele planejou renovar nestes dias”. Além disso, Inocêncio afirma que “uma vez que nada pode resistir à Sua vontade”, Deus poderia ter escolhido reconquistar Jerusalém por decreto divino, mas preferiu apresentar aos cristãos um teste de fé. Por outro lado, a recusa em apoiar a cruzada resultará na condenação durante o Juízo Final.
Inocêncio observa que a Terra Santa pertencia aos cristãos antes do surgimento do islamismo. Ele identifica Maomé como um “pseudoprofeta” e a “besta do apocalipse”. No entanto, encorajado pelo resultado da Batalha de Las Navas de Tolosa, e acreditando que o "número da besta" (666) é o número de anos desde a migração de Maomé de Meca para Medina em 622 (quase 600 anos antes), Inocêncio argumenta que chegou a hora de lançar uma cruzada contra os muçulmanos. Os cristãos são obrigados a libertar os seus companheiros crentes que estão “presos nas mãos dos pérfidos sarracenos em terrível prisão”. Além disso, os Estados cruzados estão sob ameaça directa da presença contínua dos muçulmanos no Monte Tabor, de onde "podem ocupar a cidade vizinha de Acre com bastante facilidade e depois, sem qualquer resistência, invadir o resto desta terra".
Inocêncio promete a remissão dos pecados tanto aos participantes da cruzada da Terra Santa como àqueles que não puderam participar pessoalmente, mas “resgataram os seus votos através de um pagamento em dinheiro”. Estas pessoas também deveriam ser isentas do pagamento de juros sobre todos os seus empréstimos; Inocêncio “recomenda às autoridades seculares” que os credores judeus sejam “obrigados” a seguir esta decisão. Para complementar o esforço voluntário de guerra, Inocêncio apela às autoridades seculares para que forneçam “um número acordado de guerreiros com as despesas necessárias para três anos” e às cidades costeiras para que forneçam apoio naval.
Por outro lado, aqueles que fizeram cruzadas na Espanha (como parte da Reconquista) e o sul da França (o campo de batalha da Cruzada Albigense) teriam suas indulgências revogadas, a menos que fossem nativos dessas regiões. Seguindo a orientação de um cânone aprovado pelo Terceiro Concílio de Latrão, Inocêncio proíbe os cristãos de vender armas, ferro ou madeira aos muçulmanos, bem como de se envolver em pirataria contra muçulmanos.
A encíclica enumera vários objetivos práticos que deveriam ser cumpridos antes da cruzada, como a nomeação de pregadores cruzados e a organização de orações mensais e procissões penitenciais separadas para homens e mulheres. Não há menção a um imposto sobre as cruzadas, mas Inocêncio apresenta diretrizes para a coleta de “ofertas voluntárias” nas igrejas. Quia maior também determina o canto diário dos Salmos 69 e 79 (68 e 78 na Vulgata) na missa, que seria acompanhado pela recitação pelo padre celebrante de uma oração com tema de cruzada intitulada Deus quis admirabili.

## Legado
A Quia maior tem sido frequentemente citada pelos historiadores como uma das mais importantes encíclicas papais medievais sobre as cruzadas. Segundo Thomas W. Smith, “representa uma pedra angular na nossa compreensão da forma como o papado organizou e se envolveu com o movimento das cruzadas no século XIII”. Christopher Tyerman descreveu-a como a “encíclica da grande cruzada” de Inocêncio, enquanto J. A. Watt defendeu que se tratava do “documento papal clássico de exortação às cruzadas”.